# Thirty Seconds to Mars
Thirty Seconds to Mars (häufig 30 Seconds to Mars geschrieben und mit 30STM abgekürzt) ist eine aus Los Angeles stammende Alternative-Rock-Band, die vom Schauspieler Jared Leto und seinem Bruder Shannon Leto gegründet wurde. Mit dem Debütalbum 30 Seconds to Mars und dem darauffolgenden A Beautiful Lie wurde die Band international bekannt und verkaufte bis heute mehr als 12 Millionen Tonträger.

## Geschichte
Die Brüder Jared (Gesang, Gitarre) und Shannon Leto (Schlagzeug) musizierten bereits als Jugendliche gemeinsam. Mit wechselnden Bandnamen traten sie in kleinen Clubs auf, bis sie schließlich 1998 von Immortal Records (Virgin Records) als 30 Seconds to Mars von dem Zürcher Beni Frei unter Vertrag genommen wurden. Der Bandname ist nach Aussage von Jared Leto einer Kapitelüberschrift aus dem Thesenpapier eines früheren Harvard-Professors entnommen. Hierin setzte sich der Verfasser mit dem exponentiellen technischen Wachstum und dessen Bezug zur Menschheit auseinander, nach welchem wir uns – theoretisch gesehen – nur dreißig Sekunden vom Mars entfernt befinden.
Im August 2002 veröffentlichten sie das selbstbetitelte Debütalbum, produziert von Bob Ezrin und Brian Virtue. Allein in den USA verkaufte sich das Album in den folgenden drei Jahren über 100.000 Mal.

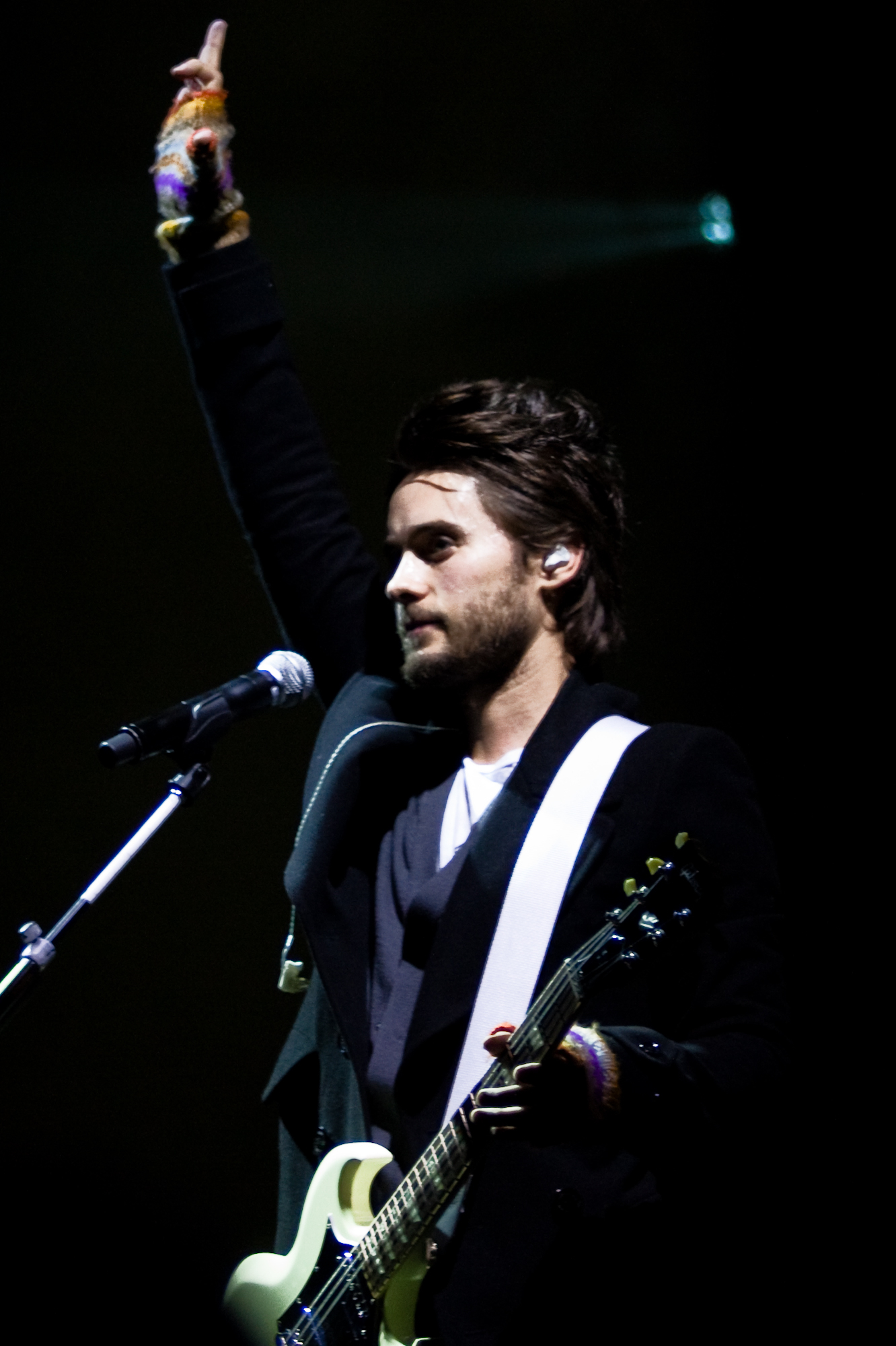
Jared Leto

Für die anschließende Tour im Jahr 2002/2003, auf der sie für bekannte Bands wie beispielsweise The Used, Puddle of Mudd und Incubus eröffneten, schlossen sich ihnen Bassist Matthew Wachter sowie die beiden Gitarristen Solon Bixler und Kevin Drake an. Letztere verließen die Band nach kurzer Zeit, an ihre Stelle trat Gitarrist und Keyboarder Tomislav Miličević.

### 2005–2008:A Beautiful Lie
Am 30. August 2005 erschien das zweite Album A Beautiful Lie. Produzent war diesmal Josh Abraham, der bereits das mit dem Grammy Award ausgezeichnete Album von Velvet Revolver produziert hatte. Ein Teil der Texte für das Album war bereits auf der Tour des Debütalbums und am Dreh-Set zu Alexander entstanden. Aufgenommen wurde A Beautiful Lie schließlich auf vier verschiedenen Kontinenten in fünf verschiedenen Ländern, neben den USA unter anderem Marokko, Thailand und Südafrika. Aus einer Auswahl von vierzig Songs schafften es lediglich 10 auf das Album, dazu kamen zwei Bonus-Tracks, die noch hinzugefügt wurden, nachdem das Album bereits einige Monate vor dem offiziellen Erscheinungstermin im Internet kursierte (darunter ein Cover des Björk-Liedes Hunter). Das Album weist mit einer Kapitelstruktur Anleihen eines Konzeptalbums auf. Nach fünf Monaten übertrumpfte A Beautiful Lie das Debütalbum, am 12. Januar 2006 waren über 100.000 Kopien über den Ladentisch gegangen. Bis Januar 2008 sind weltweit über 1.000.000 CDs verkauft worden.
Knapp acht Monate war die Band 2005 ununterbrochen auf Promotion-Tour für A Beautiful Lie und eröffnete Shows für Bands wie Audioslave, Seether und My Chemical Romance. Von Anfang März bis zum 1. Juni 2006 befanden sie sich in den USA auf ihrer ersten offiziellen und – mit zahlreichen restlos ausverkauften Konzerten – sehr erfolgreichen eigenen Tour namens Forever Night – Never Day. Letzten Endes bekam die Band einen Chainsaw Award verliehen. Am 1. November 2007 erhielt die Gruppe bei den MTV Europe Music Awards in München den „Rock Out Award“. 2008 gewann die Gruppe bei den Kerrang Awards. Als einziger Act wurden sie in diesem Jahr gleich zweimal für Beste internationale Band und Beste Single (für From Yesterday) ausgezeichnet. Die Band war persönlich in England um die begehrten Trophäen entgegenzunehmen und sich in der Dankesrede direkt bei ihren Fans zu bedanken.
Am 14. Oktober 2008 erhielten sie in Mexiko die Auszeichnung „Beste internationale Band“ bei den MTV Awards von Lateinamerika. Am 6. November 2008 folgten zwei weitere Auszeichnungen bei den European Music Awards in den Kategorien „Beste Rock-Band“ und „Bestes Video“. Bei den European Music Awards 2010 in Madrid gewann die Band den Award für „Best Rock“.

### 2009–2011:This Is War
Am 6. Oktober 2009 war Radiopremiere für die Single Kings and Queens. Das Album This Is War erschien in Deutschland am 4. Dezember 2009. This Is War, der Titel des neuen Albums, ist weit mehr als lediglich eine Reverenz an die inneren Kämpfe, die die Band im Zuge der Albumproduktion ausgefochten hat. Es ist mehr eine Reverenz an die globalen wirtschaftlichen und klimabedingten Krisen und eine Hommage an den berüchtigten Rechtsstreit mit Virgin Records um 30 Millionen Dollar. This Is War ist das Ergebnis einer 18 Monate währenden kreativen Arbeit, die die Band mit aller Heftigkeit, aber in der privaten Abgeschiedenheit eines Studios geführt hat, das sie sich in einem Haus in den Hollywood Hills eingerichtet hatte. Auf dem Album werden „Instrumente“ kuriosester Art verwendet, Falkenschreie, Gesang tibetanischer Mönche, vor allem aber der zusammengeschnittene Klang von 100.000 euphorischen Fans. Zweite Single wurde This Is War, dessen offizielles Video aber erst im Februar 2011 veröffentlicht wurde. Mitte 2010 erschien die dritte Singleauskopplung Closer to the Edge.
Die schon vorher geschriebene Single Hurricane 2.0 mit Kanye West befand sich wegen Unstimmigkeiten mit der Plattenfirma nicht auf der normalen Albumversion, sondern nur auf der 2010 veröffentlichten Deluxe-Edition. Der Song erschien dann doch noch als vierte Auskopplung im September 2010.
Im Juli 2011 wurden sie dreimal für die MTV Video Music Awards nominiert. Das Video zu Hurricane wurde für Best Editing, Best Cinematography und Best Direction vorgeschlagen. Am 19. August erschien MTV Unplugged: Thirty Seconds to Mars, darauf befinden sich Unpluggedaufnahmen von Hurricane, Night of the Hunter, Kings and Queens und Where the Streets Have No Name, einem Song der Band U2. Das Album war in den folgenden Tagen das meistverkaufte Musikalbum der deutschen iTunes-Charts. Am 24. August stieg es sogar auf Platz 1 der Gesamtalbencharts bei iTunes. Am 20. September wurden sie für den MTV Europe Music Award nominiert, in den Kategorien Best World Stage, Best Alternative und Biggest Fans, welche sie bis auf Letztere auch gewinnen konnten.
Als Band mit den meisten Shows während eines einzigen Albums gelangten Thirty Seconds to Mars ins Guinness-Buch der Rekorde. Am 7. Dezember gaben sie ihr 300. Konzert zu This Is War in New York. Zu dem Auftritt erschien außerdem ein Konzertfilm unter dem Namen Mars 300.
Seit Ende 2011 setzen sie sich außerdem für die Erdbebenopfer in Haiti ein, indem sie dort mehrere Videos drehten und den Erlös ihrer Merchandising-Produkte an die betroffenen Gebiete spenden.

### 2012–2016:Love Lust Faith + Dreams
Jared Leto verriet im April 2012 der Zeitschrift Rolling Stone, dass sie an einem neuen Studioalbum arbeiten. Er äußerte sich dabei auch zur Zusammenarbeit mit Kanye West beim Song Hurricane und erklärte, dass er für das neue Album an weiteren Kollaborationen interessiert sei. Noch im November 2012 deutete Jared Leto in einem Interview an, dass das Album noch vor ihrem Auftritt auf dem Download-Festival im Juni herauskommen könnte.
Am 28. Februar 2013 verkündete die Band über Twitter, dass der Name der ersten Single Up in the Air sei. Eine Kopie des Songs wurde zur NASA und SpaceX geschickt, um sie – passend zum Songtitel – ins Weltall zu senden. Am 1. März wurde sie mit einer Falcon 9 Rakete ins All geschossen, womit Up in the Air der erste kommerzielle Song ist, der je in den Weltraum geschossen wurde. Drei Tage später war es für die Crew-Mitglieder der ISS-Expedition 35 bereits möglich, die Single als erste Außenstehende zu hören. Am 18. März wurde das Lied über NASA TV erstmals der Öffentlichkeit präsentiert und am 19. März erschien es als Download.
Am Tag der Weltpremiere der Single gab die Band bekannt, dass ihr viertes Studioalbum Love Lust Faith + Dreams am 21. Mai erscheinen werde. Daneben wurde auch das Cover des Longplayers, das vom Künstler Damien Hirst gestaltet wurde, und die Titelliste veröffentlicht. In Deutschland erschien das Album bereits am 17. Mai.
In den USA wurde am 30. Juli City of Angels als digitale Promo-Single veröffentlicht, als zweite internationale Single soll der Song Do or Die am 9. September erscheinen, zu dem die Band am 5. August ein Video herausbrachte. Der Kurzfilm zu City of Angels, dessen Dreharbeiten im August stattfanden, wurde erstmals am 12. Oktober auf einem ihrer Konzerte vorgestellt. In dem Film erzählen verschiedene Personen – unter ihnen berühmte Persönlichkeiten wie Kanye West, Lindsay Lohan oder James Franco, aber auch normale Bürger sowie die Bandmitglieder selbst – was sie mit Los Angeles verbinden.
Bei den MTV Video Music Awards 2013 wurde ihr Kurzfilm zu Up in the Air als bestes Rock-Video ausgezeichnet.
Nach Veröffentlichung des Albums starteten sie ihre Welttournee, bei der sie unter anderem bei Festivals wie Rock in Rio, Rock am Ring und beim iTunes Festival auftraten. Im März 2014 kündigte Jared Leto zusammen mit Chester Bennington und Mike Shinoda an einer Pressekonferenz die 25 Konzerte in den USA umfassende Carnivores-Tour mit Linkin Park als Co-Headliner sowie AFI an.

### 2017:A Day in the Life of America
Am 22. August 2017 wurde die Single Walk on Water veröffentlicht, welche ein Teil eines neuen Albums sein wird. Der Titel ist nicht nur Teil eines neuen Albums, sondern auch des Dokumentarfilms A Day in the Life of America, welcher von dem neuen Album der Band begleitet wird.

### 2018:AMERICA und Monolith Tour
Mit dem am 6. April 2018 veröffentlichten Album AMERICA folgte auch die Welttournee namens Monolith Tour. Gestartet hat die Tour am 12. März 2018, noch vor der Publizierung des Albums. Nach den ersten gemeinsamen Konzerten verließ Tomo allerdings die Tour aus persönlichen Gründen. Im Juni 2018 gab Tomo auf seinem Twitter-Account offiziell bekannt, dass er die Band verlässt und erklärte und entschuldigte sich bei den Fans in Form eines Briefes. Jared und Shannon setzten die Tour alleine fort.

## Wirkung und Stil

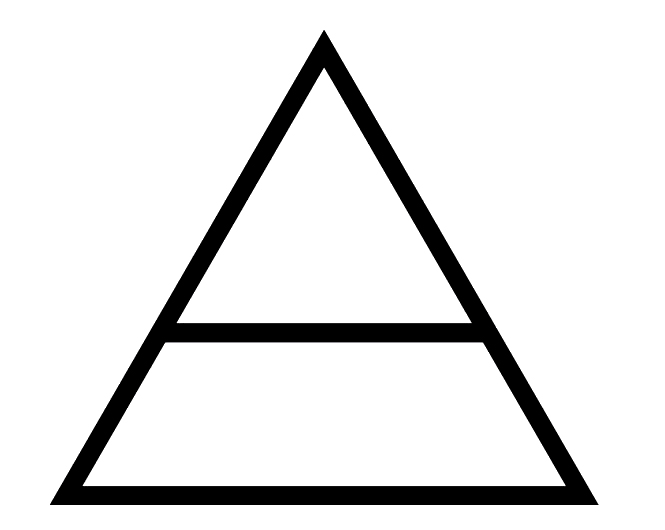
Das Triad

In Bezug auf die Außenwirkung legt Frontmann Jared Leto Wert darauf, dass die Band nicht wegen seiner Filmkarriere, sondern wegen der musikalischen Qualität Achtung erfährt. So wurden aus Trotz in der Vergangenheit bereits Auftritte abgesagt, weil das Konzert mit seinem Namen beworben worden war.
Thirty Seconds to Mars machen Gebrauch von einer bandeigenen Ikonografie oder Symbolik. Verschiedene Grafiken werden von ihnen genutzt und die Band hat des Öfteren in Interviews erwähnt, dass Thirty Seconds to Mars in seiner Gesamtheit ein „Kunstprojekt“ sei. Die Bedeutung der meisten Symbole und Grafiken ist unklar, Interpretationen wurden von der Band nie bestätigt. Leitspruch der Band ist das lateinische Sprichwort provehito in altum, das wahlweise als „Spring vorwärts in die Tiefe (ins Unbekannte)“ oder auch als „Marschiere weiter zu höheren Ebenen“ übersetzt werden kann.
Zwischen Band und der Echelon genannten Fangemeinde besteht enger Kontakt in einem internen Internetforum (Acropolis) und über Twitter. Der Name der Fangemeinde stammt von dem gleichnamigen Song auf ihrem Debütalbum. Der Sänger Jared Leto äußerte sich über Echelon folgendermaßen:

“Some people ask us if this is a cult. I say this: It’s something special. It’s not for everyone – it’s only for those who understand.”

„Manche Leute fragen uns, ob es eine Sekte ist. Ich sage folgendes: Es ist etwas Besonderes. Es ist nicht für jeden – nur für die, die verstehen.“

Mit ihrer Single A Beautiful Lie versuchen Thirty Seconds to Mars auf den Klimawandel hinzuweisen. Sie werden dabei von Buzznet und Natural Resources Defense Council unterstützt.

## Diskografie

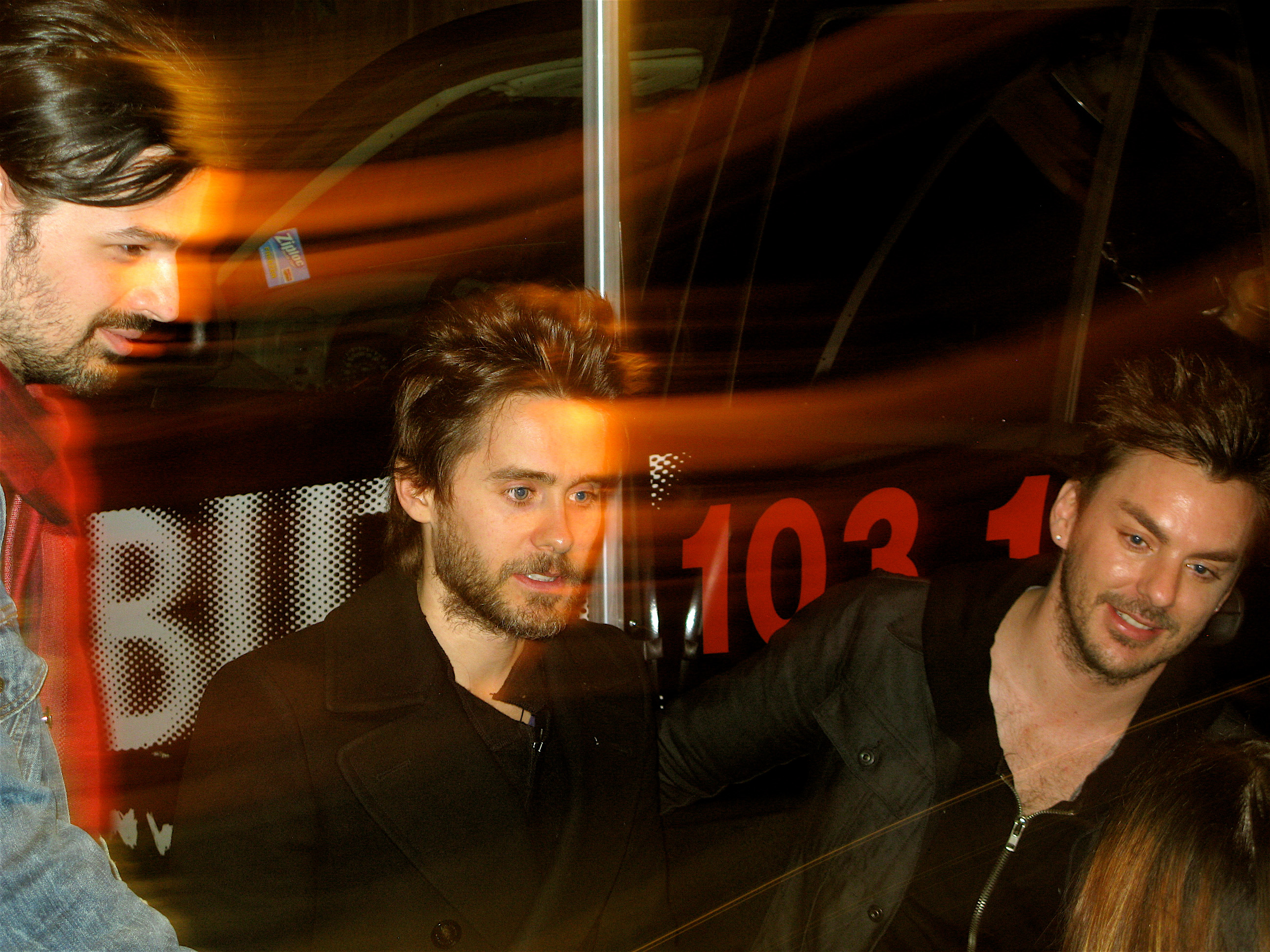
Thirty Seconds to Mars beim Buzz Bake Sale

Studioalben

| Jahr | Titel Musiklabel                                                   | Höchstplatzierung, Gesamtwochen, AuszeichnungChartplatzierungen (Jahr, Titel, Musiklabel, Platzierungen, Wochen, Auszeichnungen, Anmerkungen) | Höchstplatzierung, Gesamtwochen, AuszeichnungChartplatzierungen (Jahr, Titel, Musiklabel, Platzierungen, Wochen, Auszeichnungen, Anmerkungen) | Höchstplatzierung, Gesamtwochen, AuszeichnungChartplatzierungen (Jahr, Titel, Musiklabel, Platzierungen, Wochen, Auszeichnungen, Anmerkungen) | Höchstplatzierung, Gesamtwochen, AuszeichnungChartplatzierungen (Jahr, Titel, Musiklabel, Platzierungen, Wochen, Auszeichnungen, Anmerkungen) | Höchstplatzierung, Gesamtwochen, AuszeichnungChartplatzierungen (Jahr, Titel, Musiklabel, Platzierungen, Wochen, Auszeichnungen, Anmerkungen) | Anmerkungen                                                  |
| Jahr | Titel Musiklabel                                                   | DE | AT | CH | UK | US | Anmerkungen                                                  |
| ---- | ------------------------------------------------------------------ | --- | --- | --- | --- | --- | ------------------------------------------------------------ |
| 2002 | 30 Seconds to Mars Virgin Records                                  | — | — | — | UK— SilberUK | US107 (4 Wo.)US | Erstveröffentlichung: 27. August 2002 Verkäufe: + 2.000.000  |
| 2005 | A Beautiful Lie Virgin Records                                     | DE30 Platin · (21 Wo.)DE | AT10 (27 Wo.)AT | CH49 (5 Wo.)CH | UK38 Platin · (24 Wo.)UK | US36 Platin · (74 Wo.)US | Erstveröffentlichung: 16. August 2005 Verkäufe: + 3.500.000  |
| 2009 | This Is War Virgin Records                                         | DE12 Platin · (62 Wo.)DE | AT8 Gold · (58 Wo.)AT | CH20 (29 Wo.)CH | UK15 Platin · (57 Wo.)UK | US18 Gold · (47 Wo.)US | Erstveröffentlichung: 4. Dezember 2009 Verkäufe: + 1.230.000 |
| 2013 | Love Lust Faith + Dreams Virgin Records                            | DE3 Gold · (22 Wo.)DE | AT3 Gold · (22 Wo.)AT | CH5 (14 Wo.)CH | UK5 Gold · (11 Wo.)UK | US6 (21 Wo.)US | Erstveröffentlichung: 17. Mai 2013 Verkäufe: + 272.500       |
| 2018 | America Interscope Records                                         | DE1 (11 Wo.)DE | AT1 (7 Wo.)AT | CH2 (6 Wo.)CH | UK4 (3 Wo.)UK | US2 (4 Wo.)US | Erstveröffentlichung: 6. April 2018                          |
| 2023 | It’s the End of the World but It’s a Beautiful Day Concord Records | DE16 (2 Wo.)DE | AT17 (1 Wo.)AT | CH7 (2 Wo.)CH | UK20 (1 Wo.)UK | US76 (1 Wo.)US | Erstveröffentlichung: 15. September 2023                     |

## Auszeichnungen
- Italienische TRL Awards
  - 2007: „Best New Artist“
  - 2008: „Best Cartello“
  - 2009: „Playlist Generation“ (A Beautiful Lie)

- Kerrang! Awards
  - 2007: „Best Single“ (The Kill)
  - 2008: „Best International Band“
  - 2008: „Best Single“ (From Yesterday)
  - 2010: „Best International Band“
  - 2011: „Best Single“ (Hurricane)
  - 2011: „Best International Band“

- MTV Asia Awards
  - 2008: „Video Star“ (A Beautiful Lie)

- MTV Australia Awards
  - 2007: „Video of the Year“ (The Kill)
  - 2007: „Best Rock Video“ (The Kill)

- MTV Europe Music Awards
  - 2007: „Rock Out“
  - 2008: „Rock Out“
  - 2008: „Best Video“ (A Beautiful Lie)
  - 2010: „Best Rock“
  - 2011: „Best Alternative“
  - 2011: „Best World Stage Performance“
  - 2013: „Best Alternative“
  - 2014: „Best Alternative“

- MTV Video Music Awards
  - 2006: „MTV2 Award“ (The Kill)
  - 2010: „Best Rock Video“ (Kings and Queens)
  - 2013: „Best Rock Video“ (Up in the Air)

- MTV Video Music Awards Latin America
  - 2008: „Mejor Artista Rock Internacional“